# Markovo Polje
Markovo Polje je naselje u sastavu Grada Zagreba. Nalazi se u gradskoj četvrti Sesvete. Okolna naselja su Dobrodol, Vugrovec, Đurđekovec, Popovec i Sesvete.

## Smještaj i položaj
Koordinate naselja su 45°51′43″ s.g.š i 16°06′50″ i.g.d. Prosječna nadmorska visina iznosi oko 150 metara iznad razine mora. Udaljenost od središta Zagreba do Markovog Polja iznosi 13 kilometara. 
Markovo Polje je smješteno na jugoistočnim obroncima Medvednice. Kroz naselje prolaze dva potoka: Srednjak i Vuger. Sa zapadne strane nalazi se šuma Grahovec, a na istoku šuma Topolje te ravnica prema Popovcu koja se naziva Svinjarevo.

## Povijest
Najstariji arheološki pronalasci na ovom prostoru vezani su uz Rimljane. Kroz današnje Markovo Polje nekada je prolazila rimska cesta koja je povezivala Andautoniju i ondašnji Ptuj. Cesta je prolazila kroz šumu Selčina iz smjera Sesveta te se nastavljala sjeverno kroz Svinjarevo i šumu Topolje. Uz nekadašnju trasu ceste pronađene su i rimske nekropole iz razdoblja 1. – 3. stoljeća poslije Krista.
U srednjem je vijeku nova važna cesta bila Vojnička cesta ili Cesta kralja Kolomana koja je po trasi slična današnjoj cesti koja prolazi kroz naselje. Ona je povezivala prostor Hrvatskog zagorja preko današnjeg Laza Bistričkog i prostor Sesveta iz kojeg je dalje išla prema Posavini i Pokuplju. Po predaji, nekada je u to vrijeme živio i sesvetski plemenski vlasnik po imenu Marko koji je gospodario ovim područjem te po kojem je ono dobilo i ime. To ime (terra Markovopolie) spominje se 1385. godine kada dolazi do spora između čazmanskog arhiđakona Grgura i vrbovačkog arhiđakona Ivana. Grgur je gospodario predijom Svinjarevo, a Ivan predijom Dobrodol. Na kraju je zagrebački Kaptol zemlju dodijelio arhiđakonu Ivanu. Iako je prostor Markovog polja bio prometno povoljan, nije bio posebno naseljen. Takvo se stanje održalo sve do druge polovice 19. stoljeća kada se na dijelu današnjeg naselja bliže Vugrovcu ljudi počinju naseljavati. Taj novi zaselak Vugrovca nazivao se Novo Selo, a od 1900. godine dobiva ime Markovo Polje. Od tada počinje širenje sela i porast broja stanovnika.[nedostaje izvor]

## Stanovništvo
Prema popisu stanovništva iz 2001. godine, naselje je imalo 1291 stanovnika te 352 obiteljskih kućanstava.
Prema popisu stanovništva 2011. godine naselje je imalo 425 stanovnika.
Prema popisu stanovništva iz 2021. godine, broj stanovnika iznosio je 448. Naselje je imalo 137 obiteljskih kućanstava. Koeficijent maskuliniteta iznosio je 105,0. Udio je mladog stanovništva bio 22,1 %, zrelog 56,8 % te starog 21,0 %.
| broj stanovnika |       |       |       | 25    | 38    | 36    | 41    | 105   | 146   | 157   | 186   | 368   | 672   | 971   | 1291  | 425   | 447   |
|                 | 1857. | 1869. | 1880. | 1890. | 1900. | 1910. | 1921. | 1931. | 1948. | 1953. | 1961. | 1971. | 1981. | 1991. | 2001. | 2011. | 2021. |

### Najčešća prezimena
|    | danas   | nekada     |
| -- | ------- | ---------- |
| 1. | Popović | Sever      |
| 2. | Tomić   | Gračak     |
| 3. | Golub   | Pajurin    |
| 4. | Đuran   | Trempetić  |
| 5. | Babić   | Blažinović |

## Promet
Dvije glavne prometnice su županijska cesta 1009 (Kašina – Markovo Polje – Sesvete) i lokalna cesta 10153 (Markovo Polje – Popovec). Kroz Markovo Polje prometuju četiri autobusne linije ZET-a. To su: 261, 262, 263 i 267.

## Groblje Markovo polje
Groblje u Markovom Polju stavljeno je u uporabu krajem 1969. godine kao supstitucija za staro groblje u Sesvetama. Tek 1996. godine ono postaje treće gradsko groblje i pristupa se njegovom širenju i uređenju. Danas zauzima površinu od 26,42 hektara i na njemu je pokopano više od 17 000 pokojnika.